# پایگاه نیروی هوایی دیویس–مونتهن
پایگاه نیروی هوایی دیویس–مونتهن (به انگلیسی: Davis–Monthan Air Force Base)، یک فرودگاه نظامی است. این فرودگاه در توسان، آریزونا، ایالات متحده آمریکا قرار دارد. ستاد فرماندهی نیروی هوایی دوازدهم در این پایگاه مستقر می‌باشد.
این پایگاه در سال ۱۹۲۰ با عنوان فرودگاه دیویس-مونتهن ساخته شد، چند سال یعنی در سال ۱۹۴۰ کار خود را به عنوان گورستانی برای استراحت ابدی هزاران هوانورد نظامی که به کشورشان خدمت کرده‌اند، آغاز کرد.
بخشی از این پایگاه ۱۰٬۰۰۰ کیلومتر مربعی محل استقرار گروه تعمیر، نگهداری و بازسازی هوایی ۳۰۹ است. این پایگاه تنها گورستان نظامی در آمریکا و بزرگ‌ترین گورستان هوایی در جهان است.
این پایگاه برای تمامی هواپیماهای نظامی آمریکا از تمامی نیروهای مسلح ایالت متحده شامل نیروی هوایی، نیروی دریایی، گارد ساحلی، سپاه تفنگداران دریایی، نیروی زمینی و … می‌باشد.